# Duer
Duer (latin: Columbidae) er en familie af fugle med mere end 300 forskellige arter fordelt på over 40 slægter. Arterne er udbredt i næsten alle verdensdele.
Familien regnes nu for at være den eneste i ordenen duefugle, hvortil man tidligere også henførte sandhøns. Den uddøde dronte blev også henført til sin egen familie, Raphidae, men det har vist sig, at dronten er nært beslægtet med de øvrige duer i underfamilien Raphinae.

## Fællestræk
Duer varierer i størrelse mellem en lærke og næsten op til en kalkun. Fuglene har kompakte kroppe med kort hals, og korte slanke næb, der ved basis har en blød voksagtig hud. Fjerdragten spænder fra overvejende grå til meget farvestrålende. Nogle arter er tilknyttet det åbne land, mens andre kun findes i skove. Alle arter har en veludviklet kro (udposning af spiserøret), der anvendes til at opmagasinere føden, der især er vegetabilsk.
Duernes sang kaldes kurren. De lægger normalt kun mellem 1 og 3 hvide æg i kuldet. Ungerne fodres med såkaldt duemælk, der udskilles i kroen som en osteagtig masse.
På vis med mange andre fugle, vipper duer deres hoveder. Det er ikke helt klart hvorfor, men den generelle konsensus er for at kompensere for deres ubevægelige pupiller eller anden visuel årsag.

## Føde
Duer æder fortrinsvis frø, korn, grønne skud, nødder mv, men kan også tage insekter og andre smådyr.

## Danske duer
De mest kendte duer fra Danmark er:
- Ringdue (Columba palumbus, skovdue)
- Tyrkerdue (Streptopelia decaocto)
- Huldue (Columba oenas)
- Turteldue (Streptopelia turtur, sjælden; yngler dog i det sydlige Jylland)
- Klippedue (Columba livia, stamform til tamdue og brevdue)

## Uddøde arter
En del duearter er uddøde siden 1500-tallet. I følge BirdLife International er 15 arter sikkert uddøde, mens yderligere to muligvis er uddøde. Til de uddøde arter er f.eks. dronten og vandreduen.

## Brug
Duer blev brugt som kommunikationsmiddel: brevdue. Fuglen har tidligere været meget folkekær og findes i mange byer, normalt der hvor folk færdes, og den kan få mad af turister. I de seneste år er der en stigende modvilje mod duer og de ødelæggelser især deres efterladenskaber forårsager. Flere steder er det blevet forbudt at fodre dem, og i Californien er man begyndt at give dem præventionsmiddel. Ringduen er et velsmagende eftertragtet jagtbytte.

### Symbolik
Fuglen bruges ofte som fredssymbol: en fredsdue. Med urette: duer er meget ufredelige mod artsfæller. Den bærer som fredsdue ofte en oliegren i næbbet. Duen bruges desuden som billede på Helligånden. Fuglen har været meget brugt på gravsten som en figur af uglaseret porcelæn - biscuit. Den symboliserer da sorg. Duen optræder også i fortællingen om Noa i Det Gamle Testamente.

## Kuriosa
Drengenavnet Jonas betyder "due". Det er afledet af det hebraiske ord for due, yonah.

## Klassifikation
De ca. 322 nulevende duearter er foreslået fordelt på tre underfamilier og 42 slægter.

### UnderfamilieColumbinae
Nogle af de 13 slægter (med udvalgte arter) er:
- Columba (33 arter)
  - Ringdue, C. palumbus
  - Huldue, C. oenas
  - Guineadue, C. guinea
  - Klippedue, C. livia
  - Orangedue, C. larvata
  - Hvidstrubet due, C. vitiensis
- Geotrygon (18 arter)
  - Antillervagteldue, G. mystacea
  - Brunhovedet vagteldue, G. goldmani
  - Chiriquívagteldue, G. chiriquensis
  - Costa Rica-vagteldue, G. costaricensis
  - Gråhovedet vagteldue, G. caniceps
  - Glansvagteldue, G. chrysia
  - Hispaniolavagteldue, G. leucometopius
  - Hvidstrubet vagteldue, G. albifacies
  - Jamaicavagteldue, G. versicolor
  - Rødbrun vagteldue, G. montana
  - Rustpandet vagteldue, G. linearis
  - Panamavagteldue, G. lawrencii
  - Puerto Rico-vagteldue, G. larva
  - Safirvagteldue, G. saphirina
  - Stor vagteldue, G. frenata
  - Tuxtlavagteldue, G. carrikeri
  - Veraguavagteldue, G. veraguensis
  - Violet vagteldue, G. violacea
- Nesoenas (5 arter)
  - Madagaskardue, N. picturata
- Patagioenas (17 arter)
  - Perudue, P. oenops
  - Rødnæbbet due, P. flavirostris
  - Hvidkronet due, P. leucocephala
- Streptopelia (13 arter)
  - Tyrkerdue, S. decaocto
  - Turteldue, S. turtur
  - Østlig turteldue, S. orientalis
  - Skoggerdue, S. roseogrisea
- Leptotila (11 arter)
  - Cariberjorddue, L. jamaicensis
  - Chocójorddue, L. pallida
  - Gråbrystet jorddue, L. cassini
  - Gråhovedet jorddue, L. plumbeiceps
  - Gråpandet jorddue, L. rufaxilla
  - Grenadajorddue, L. wellsi
  - Hvidpandet jorddue, L. verreauxi
  - Panamajorddue, L. battyi
  - Tolimajorddue, L. conoveri
  - Tumbesjorddue, L. ochraceiventris
  - Yungasjorddue, L. megalura
- Macropygia (11 arter)
  - Andamangøgedue, M.rufipennis
  - Filippinsk gøgedue, M. tenuirostris
  - Gøgedue, M. unchall
  - Indonesisk gøgedue, M. emiliana
  - Lille gøgedue, M. ruficeps
  - Marquesisk gøgedue, M. heana †
  - Ny Guinea-gøgedue, M. nigrirostris
  - Polynesisk gøgedue, M. arevarevauupa †
  - Rosenbrystet gøgedue, M. amboinensis
  - Stillehavsgøgedue, M. mackinlayi
  - Sundagøgedue, M. magna
- Zenaida (7 arter)
  - Galapagosdue, Z. galapagoensis
  - Hvidvingedue, Z. asiatica
  - Ørepletdue, Z. auriculata
  - Peruhvidvingedue, Z. meloda
  - Socorrodue, Z. graysoni
  - Sørgedue, Z. macroura
  - Zenaidadue, Z. aurita
- Ectopistes (1 art)
  - Vandredue, E. migratorius (uddød)

### UnderfamiliePeristerinae
Disse kaldes også amerikanske jordduer og omfatter fire slægter.
- Columbina (9 arter)
  - Dværgdue, C. minuta
  - Inkadue, C. inca
- Claravis (3 arter)
  - Grådue, C. pretiosa
- Metriopelia (4 arter)
  - Kordillerdue, M. melanoptera
- Uropelia (1 art)
  - Camposdue, U. campestris

### UnderfamilieRaphinae
Denne underfamilie af duer fra Den gamle verden omfatter cirka 30 slægter, hvor eksempler er:
- Alectroenas (6 arter)
  - Seychellerblådue, Alectroenas pulcherrimus
- Chryptophaps (1 art)
  - Sulawesidue, Cryptophaps poecilorrhoa
- Otidiphaps (1 art)
  - Fasandue, Otidiphaps nobilis
- Ptilinopus (51 arter)
  - Wompoofrugtdue, P. magnificus
  - Sortrygget frugtdue, P. cinctus
- Ducula (39 arter)
  - Kejserdue, D. aenea
  - Filippinsk kejserdue, D. poliocephala
  - Marquesaskejserdue, D. galeata
- Treron (29 arter)
  - Papegøjedue, T. calvus
  - Kanelpapegøjedue, T. fulvicollis
  - Rødhalset papegøjedue, T. vernans
- Gallicolumba (17 arter)
  - Dolkestikdue, G. luzonica
  - Guldbrystet purpurdue, G. rufigula
- Leucosarcia (1 art)
  - Wongadue, L. melanoleuca
- Turtur (5 arter)
  - Stålpletdue, T. afer
  - Sortnæbbet stålpletdue, T. abyssinicus
  - Smaragdpletdue, T. chalcospilos
  - Kaneldue, T. brehmeri
  - Tamburindue, T. tympanistria
- Raphus (1 art)
  - Dronte, R. cucullatus (uddød)